# Гителде
Гителде (њем. Gittelde) општина је у њемачкој савезној држави Доња Саксонија. Једно је од 16 општинских средишта округа Остероде ам Харц. Према процјени из 2010. у општини је живјело 1.977 становника. Посједује регионалну шифру (AGS) 3156007, NUTS (DE919) и LOCODE (DE GIT) код.

## Географски и демографски подаци
Гителде се налази у савезној држави Доња Саксонија у округу Остероде ам Харц. Општина се налази на надморској висини од 190 метара. Површина општине износи 12,6 km². У самом мјесту је, према процјени из 2010. године, живјело 1.977 становника. Просјечна густина становништва износи 158 становника/km².